# Ядвіга Расмуссен
Ядвіга Расмуссен (англ. Hedvig Rasmussen, нар. 22 грудня 1993) — данська веслувальниця, бронзова призерка Олімпійських ігор 2016 року.

## Виступи на Олімпіадах
| Олімпіада           | Дисципліна | Місце |
| ------------------- | ---------- | ----- |
| Ріо-де-Жанейро 2016 | двійки     | 3     |
| Токіо 2020          | двійки     | 8     |
| Париж 2024          | двійки     | 11    |

## Зовнішні посилання
- Ядвіга Расмуссен — олімпійська статистика на сайті Sports-Reference.com (англ.) (архівна версія)